# Выборы губернатора Мурманской области (2024)
Выборы губернатора состоятся в Мурманской области 8 сентября 2024 года в единый день голосования. Одновременно проводятся дополнительные выборы депутата Мурманской областной думы 7 созыва (2021—2026) по Оленегорскому одномандатному избирательному округу № 15. Мандат стал вакантен в феврале 2024 года, после досрочного прекращения полномочий Олега Самарского (ЕР).
Губернатор избирался сроком на 5 лет. На тот же срок избранный губернатор назначает членом Совета Федерации одного из трёх протеже, заявленных при выдвижении.
На 1 января 2024 года в Мурманской области было зарегистрировано 546 254 избирателей, из которых около 40,5 % (221 194 избирателей) в Мурманске. При этом на выборах президента, состоявшихся в 17 марта 2024 года, в списках избирательной комиссии было 531 450 избирателей из которых приняли участие в голосовании 378 606 человек. На выборах 2019 года было 578 732 избирателей.

## Предшествующие события
21 марта 2019 года подала в отставку губернатор Марина Ковтун, занявшая должность по процедуре наделения полномочиями. Президент РФ Владимир Путин назначил временно исполняющим обязанности губернатора Андрея Чибиса.
Летом 2019 года врио губернатора Андрей Чибис был выдвинут «Единой Россией» на выборах губернатора, назначенных на 8 сентября 2019 года. Всего было зарегистрировано
6 кандидатов. На состоявшихся выборах Чибис набрал 60,07 % голосов и был избран в первом туре. Явка избирателей составила 35,83 %. После вступления в должность Чибис назначил сенатором Константина Долгова.

## Организация выборов
Избирательная комиссия Мурманской области состоит из 14 членов с правом решающего голоса. Действующий состав сформирован в декабре 2021 года на 5 лет (2021—2026). Половину назначил губернатор Мурманской области, половину — Мурманская областная дума. Должность председателя с января 2014 года занимает Антон Богомолов (в 2016, и в 2021 годах переизбран на 5 лет). 
Ключевые даты
- 5 июня депутаты Мурманской областной думы (председатель С. М. Дубовой) назначили выборы на единственно возможную дату — 8 сентября 2024 года[6][7]
  - официальная публикация решения о назначении выборов в газете «Мурманский вестник»
  - публикация избиркомом расчёта числа подписей, необходимых для регистрации кандидата (следующие 3 дня)
  - начало - середина июня — выдвижение кандидатов (20 дней после дня официального опубликования решения о назначении выборов)
  - агитационный период начинается со дня выдвижения кандидата и прекращается за одни сутки до дня голосования
- середина июля — представление документов для регистрации кандидатов. К заявлениям должны прилагаться листы с подписями муниципальных депутатов
- с 12 августа по 7 сентября — период агитации в СМИ (начинается за 28 дней до дня голосования)
- 8 сентября — день голосования

## Порядок выдвижения и регистрации
В Мурманской области кандидаты могут выдвигаться и политическими партиями, имеющими право участвовать в выборах, и в порядке самовыдвижения. Кандидаты, выдвинутые в порядке самовыдвижения, должны представить подписи 0,5 % избирателей, зарегистрированных на территории области В 2019 году требовалось от 2954 до 3250 подписей.
Каждый кандидат на должность губернатора при регистрации должен представить список из трёх претендентов на должность представителя правительства региона в Совете Федерации. Избранный кандидат после вступления в должность губернатора назначает одного из них членом Совета Федерации.

### Муниципальный фильтр
В Мурманской области кандидаты должны собрать подписи 7 % депутатов представительных органов муниципальных образований и (или) избранных на выборах глав муниципальных образований. Среди них должны быть подписи депутатов представительных органов районов и городских округов и (или) избранных на выборах глав районов и городских округов в количестве 7 % от их общего числа. Кроме того, кандидат должен получить подписи не менее чем в трёх четвертях районов и городских округов, то есть в 13 из 17. Депутат или избранный глава муниципального образования может поддержать только одного кандидата. Подлинность подписей должна быть нотариально засвидетельствована.
На выборах 2019 года по расчёту избиркома каждый кандидат должен был собрать от 37 до 39 подписей депутатов всех уровней и глав муниципальных образований, из которых от 23 до 25 — депутатов представительных органов и (или) глав не менее чем 13 районов и городских округов. Тогда собрать подписи депутатов всех уровней и глав муниципальных образований смогли 6 кандидатов.
7 июня 2024 года избирательная комиссия опубликовала количество подписей для поддержки выдвижения кандидатов. Каждый кандидат должен собрать от 34 до 36 подписей депутатов всех уровней и глав муниципальных образований, из которых от 23 до 25 — депутатов представительных органов и (или) глав не менее чем 13 районов и городских округов. 
|                                                              | Количество | Доля | Муниципальные образования                                                                                               | Территориальные требования                   |
| ------------------------------------------------------------ | ---------- | ---- | --- | -------------------------------------------- |
| Депутаты и (или) избранные главы муниципальных образований   | 34-36      | 7 %  | 46: 6 городских округов, 7 муниципальных округов, 4 муниципальных района, 10 городских поселений, 19 сельских поселений | —                                            |
| Депутаты и (или) избранные главы районов и городских округов | 23-25      | 7 %  | 17: 6 городских округов, 7 муниципальных округов, 4 муниципальных района                                                | из 13 административных единиц второго уровня |

## Кандидаты
18 апреля 2024 года действующий губернатор Мурманской области Андрей Чибис во время разговора с президентом России Владимиром Путиным заявил о своей готовности идти на губернаторские выборы Мурманской области, при этом его поддержал Кремль. 5 июня председатель «Единой России» Дмитрий Медведев сказал, что партия снова выдвинет на выборы губернатора Мурманской области Андрея Чибиса.
30 мая депутат Мурманской областной думы Александр Макаревич (СРЗП) заявил, что партия «Справедливая Россия — За правду» не будет выставлять кандидата.
8 июня ЛДПР выдвинула на выборы руководитель фракции в Мурманской областной думе Станислава Гонтаря.
| Кандидат          | Возраст              | Должность (на момент выдвижения)                                                                            | Субъект выдвижения   | Статус   | Кандидаты в Совет Федерации |
| ----------------- | -------------------- | --- | -------------------- | -------- | --------------------------- |
| Юрий Ваталин      | 49 лет (22.05.1975)  | начальник отдела практики и профессионального обучения Мурманского строительного колледжа имени Н.Е. Момота | КПРФ                 | выдвинут | ФИО 1, ФИО 2, ФИО 3         |
| Станислав Гонтарь | 52 года (18.06.1972) | депутат Мурманской областной думы 7 созыва, председатель комитета по социальной политике и делам семьи      | «ЛДПР»               | выдвинут | ФИО 1, ФИО 2, ФИО 3         |
| Юрий Климченко    | 65 лет (08.12.1958)  | пенсионер                                                                                                   | «Партия пенсионеров» | выдвинут | ФИО 1, ФИО 2, ФИО 3         |
| Андрей Чибис      | 45 лет (19.03.1979)  | губернатор Мурманской области                                                                               | «Единая Россия»      | выдвинут | ФИО 1, ФИО 2, ФИО 3         |